# Euphorbia lucii-smithii
Euphorbia lucii-smithii är en törelväxtart som beskrevs av Benjamin Lincoln Robinson och Jesse More Greenman. Euphorbia lucii-smithii ingår i släktet törlar, och familjen törelväxter. Inga underarter finns listade i Catalogue of Life.